# Стоб
Стоб (болг. Стоб) — село в Кюстендильській області Болгарії. Входить до складу общини Кочериново.

## Населення
За даними перепису населення 2011 року у селі проживали 756 осіб.
Національний склад населення села:
| Національність   | Кількість осіб | Відсоток |
| ---------------- | -------------- | -------- |
| болгари          | 719            | 96,4%    |
| цигани           | 22             | 2,9%     |
| Всього відповіли | 746            |          |

Розподіл населення за віком у 2011 році:
Динаміка населення: